# Здание Персидского посольства и Английской военной миссии

Исторический вид здания. Фото 1985 года

Здание Персидского посольства и Английской военной миссии — памятник истории и архитектуры во Владикавказе, Северная Осетия. Объект культурного наследия России. Памятник, связанный с новейшими российско-персидскими отношениями и истории Гражданской войны в Северной Осетии. Находится в Иристонском районе на улице Максима Горького, 28.

## История
В конце 1860-х годов во Владикавказ стали приезжать торговцы из Персии, которые открывали в городе различные торговые предприятия. Персы работали на кирпичном заводе, торговали на Александровском проспекте колониальными товарами, на городском рынке продавались персидские ковры, фрукты и восточные сладости. К концу 1880-х годов численность персов во Владикавказе значительно увеличилась, в связи с чем в город прибыло Персидское консульство, для которого решено было построить отдельное здание на улице Евдокимовской.
Здание построено в 1887 году по проекту городского архитектора В. И. Грозмани. По состоянию на 1905 году во Владикавказе проживало 1600 персов. В 1911 году в городе было основано Владикавказское персидское общество. Персидский консул ходатайствовал перед городскими властями об открытии в консульстве школы. После значительного увеличения числа учащихся для школы в 1914 году было выделено отдельное помещение в доме № 15 по Церковной улице.
После Октябрьской революции Персидское консульство было закрыто.
В 1918 году в этом здании открылась Английская военная миссия во главе с полковником Пайком, прибывшая во Владикавказ из Тифлиса после того, как в Грузию вошли германские военные подразделения. Во Владикавказ из Тифлиса также эвакуировалось Английское консульство, которое некоторое время находилось в доме № 31 по Лорис-Меликовской улице. Английская миссия поддерживала контрреволюционные настроения в городе, в связи с чем вызывала недовольство у большевистских властей. 6 сентября 1918 года Серго Орджоникидзе телеграфировал в Москву о том, что Английская миссия «самым бесцеремонным образом ведёт интриги против Советской власти, поддерживая казачье контрреволюционное движение». В начале октября 1918 года весь состав Английской миссии был арестован и отправлен под конвоем в Астрахань.
Здание внесено в реестр охраняемых памятников истории 5 июля 1982 года Главным управлением охраны, реставрации и использования памятников истории и культуры Министерства истории и культуры СССР. В советское время фасад здания был значительно перестроен и почти полностью потерял своё первоначальное состояние.